# Iryna Deja
Iryna Myjailivna Deja –en ucraniano, Ірина Михайлівна Деха– (Járkov, 14 de mayo de 1996) es una deportista ucraniana que compite en halterofilia.
Ganó cuatro medallas de oro en el Campeonato Europeo de Halterofilia entre los años 2016 y 2023.
Participó en dos Juegos Olímpicos de Verano, en los años 2016 y 2020, ocupando el quinto lugar en Río de Janeiro 2016, en la categoría de 75 kg.

## Palmarés internacional
| Campeonato Europeo | Campeonato Europeo | Campeonato Europeo | Campeonato Europeo |
| Año                | Lugar              | Medalla            | Categoría          |
| ------------------ | ------------------ | ------------------ | ------------------ |
| 2016               | Førde (Noruega)    | Medalla de oro     | 75 kg              |
| 2021               | Moscú (Rusia)      | Medalla de oro     | 76 kg              |
| 2022               | Tirana (Albania)   | Medalla de oro     | 81 kg              |
| 2023               | Ereván (Armenia)   | Medalla de oro     | 81 kg              |